# Ennery (ort i Haiti, Artibonite, lat 19,48, long -72,48)
Ennery är en ort i Haiti.   Den ligger i departementet Artibonite, i den centrala delen av landet, 110 km norr om huvudstaden Port-au-Prince. Ennery ligger 336 meter över havet och antalet invånare är 1 511.
Terrängen runt Ennery är kuperad åt nordost, men åt sydväst är den bergig. Ennery ligger nere i en dal. Runt Ennery är det ganska tätbefolkat, med 160 invånare per kvadratkilometer. Närmaste större samhälle är Plaisance, 12,8 km norr om Ennery. Omgivningarna runt Ennery är en mosaik av jordbruksmark och naturlig växtlighet.